# Bloody Vengeance
Bloody Vengeance è il primo album in studio del gruppo musicale brasiliano Vulcano, pubblicato nel 1986 dalla Rock Brigade Records.

## Tracce
1. Dominions of Death – 2:53
2. Spirits of Evil – 3:38
3. Ready to Explode – 1:38
4. Holocaust – 3:46
5. Incubus – 2:11
6. Death Metal – 3:49
7. Voices from Hell – 1:26
8. Bloody Vengeance – 4:02

## Formazione

### Gruppo
- Angel – voce
- Soto Jr – chitarra
- Flávio – chitarra
- Zhema – basso
- Laudir – batteria